# اییلا یوسف
اییلا یوسف (انگلیسی: Ayila Yussuf؛ زادهٔ ۴ نوامبر ۱۹۸۴) یک بازیکن فوتبال اهل نیجریه است.
وی همچنین در تیم‌های ملی فوتبال نیجریه نیجر بازی کرده‌است.